# Lansing State Journal
O Lansing State Journal é um jornal diário publicado em Lansing, Michigan, nos Estados Unidos, de propriedade da Gannett Company.
O periódico é o único jornal diário publicado na região metropolitana de Lansing. Ele teve uma média de 47 716 leitores de segunda-feira a sábado, e um público de 66 518 aos domingos, no período de outubro de 2010 a abril de 2011.

## História
O jornal foi fundando em 28 de abril de 1855, inicialmente com o objetivo de ajudar a custear o recém-fundado Partido Republicano em Michigan.